# Анаксибий
Анаксибий (?—389 год до н. э.) — спартанский военачальник, участвовавший в Коринфской войне.
В 389 году до н. э. спартанцы отправили его в Абидос на борьбу с персами и афинянами. Какое-то время он успешно воевал с персидским сатрапом Фарнабазом и захватил много афинских торговых судов. Опасаясь потерять то, что им удалось приобрести на Геллеспонте, афиняне послали против Анаксибия Ификрата. Сначала военные действия заключались лишь в том, что две армии грабили территорию городов, ставших на сторону их противников, но затем Ификрат, угадав, где Анаксибий будет проходить, решил устроить ему засаду. Когда Анаксибий и его солдаты спускались с гор, где их ожидали Ификрат с его людьми, афиняне выскочили из засады и бросились на спартанцев, убив Анаксибия и многих других вражеских солдат.